# Klapanciusz
Klapanciusz fontos robotszereplő Stanisław Lem Kiberiáda című könyvében. Foglalkozását tekintve mérnök, aki különböző találmányai és alkotásai kapcsán mindig újabb kalandokba keveredik állandó társával, Trurllal együtt. Állandó kételkedésével és gúnyolódásával sok bosszúságot okoz Trurlnak.
Trurllal együtt megújították az általános sárkányelméletet a valószínűségi drakológia megteremtésével.

## Technikai alkotásai
- Kívánságteljesítő gép (Trurltól függetlenül dolgoztak ugyanazon a találmányon, de a Trurlé hamarabb készült el)
- Negációs-dafkológ szuperfenevad, ezt Trurllal együtt készítették Vérgőz király kérésére
- Deotron, az a berendezés, amely az egész világmindenségben bármit megtehet (Klórián Teoriciusz Klapostol tervei szerint)

## Írott művei
- Kovariáns sárkányáttételek, avagy a fizikailag tilos állapotokból a hatóságilag tilos állapotokba való átmenet különleges esetei
- A mono- és policáj általános fenevadisztikai elméletének kifejtése, avagy Éta-méta-béta rekurzív funkciók a rendőri erők postai és fenevaderőkké való transzformációjának különleges esetében, üvegcsengők kiváltotta kompenzációs mezőben, két-három-négy-m-n kerekű, zöldre lakkozott, topológiai petróleumlámpával ellátott kordé, valamint figyelemelterelés végett rózsaszínűre festett ricinusolajjal működő diagonális mátrix használata mellett (Trurllal közösen írta).